# Mangham
Mangham és una població dels Estats Units a l'estat de Louisiana. Segons el cens del 2000 tenia 595 habitants.

## Demografia
Segons el cens del 2000, Mangham tenia 595 habitants, 247 habitatges, i 170 famílies. La densitat de població era de 227,5 habitants/km².
Dels 247 habitatges en un 28,3% hi vivien nens de menys de 18 anys, en un 40,9% hi vivien parelles casades, en un 27,1% dones solteres, i en un 30,8% no eren unitats familiars. En el 28,7% dels habitatges hi vivien persones soles el 13% de les quals corresponia a persones de 65 anys o més que vivien soles. El nombre mitjà de persones vivint en cada habitatge era de 2,41 i el nombre mitjà de persones que vivien en cada família era de 2,96.
Per edats la població es repartia de la següent manera: un 27,1% tenia menys de 18 anys, un 7,4% entre 18 i 24, un 24,4% entre 25 i 44, un 23,5% de 45 a 60 i un 17,6% 65 anys o més.
L'edat mediana era de 38 anys. Per cada 100 dones de 18 o més anys hi havia 72,9 homes.
La renda mediana per habitatge era de 17.500 $ i la renda mediana per família de 23.558 $. Els homes tenien una renda mediana de 22.273 $ mentre que les dones 18.125 $. La renda per capita de la població era de 15.813 $. Entorn del 22% de les famílies i el 28,3% de la població estaven per davall del llindar de pobresa.

## Poblacions més properes
El següent diagrama mostra les poblacions més properes.